# Левоне
Левоне (італ. Levone, п'єм. Alvon) — муніципалітет в Італії, у регіоні П'ємонт,  метрополійне місто Турин.
Левоне розташоване на відстані близько 550 км на північний захід від Рима, 29 км на північ від Турина.
Населення — 434 особи (2014).
Щорічний фестиваль відбувається першої неділі липня. Покровитель — San Giacomo apostolo.

## Демографія
Населення за роками:

Станом на 1 січня 2023 року в муніципалітеті офіційно проживало 46 іноземців з 9 країн, серед них 23 громадяни країн Євросоюзу та 6 громадян України.

## Сусідні муніципалітети
- Барбанія
- Форно-Канавезе
- Ривара
- Рокка-Канавезе